# ナオミ・ハンター
- メタルギアシリーズ > メタルギアシリーズの登場人物 > ナオミ・ハンター

ナオミ・ハンター（Naomi Hunter、1976〜1985年? - 2014年）は、コナミ（現、コナミデジタルエンタテインメント）のゲーム、『メタルギア』シリーズに登場する架空の人物。
国籍はアメリカ。ハイテク特殊部隊FOXHOUNDメディカルスタッフで、ATGC社の社員。
身長165cm。声優は鶴ひろみ。

## 人物
本名不明かつ本当の年齢を本人も知らない。民間企業であるATGC社の社員だが、その天才的能力からハイテク特殊部隊FOXHOUNDにスカウトされてメディカルスタッフとなる。遺伝子治療（ジーンセラピー）により、兵士の戦闘能力を高める技術を確立した人物でもある。シャドー・モセス島事件の際に「FOXHOUNDの隊員に精通する者」として作戦に参加した。
遺伝子研究の傍ら、蒼い薔薇を育てている。具体的な出生は不明だが、『1』では拘束後の秘密無線で、自分がかつて孤児だった場所にはインド人の労働者が多かったことと、自身の肌の色などの関係性からインド由来の血が入っている可能性を吐露しており、『4』でもインド系の血が流れている可能性が高い事が語られている。
- 義兄：グレイ・フォックス

## 来歴

### シャドー・モセス島事件以前
ローデシア独立戦争時に戦争孤児となり、戦いに参加していたフランク・イェーガー（グレイ・フォックス）に引き取られビッグ・ボスの手引きによって渡米。中東で行方不明となっていたアメリカ人女性「ナオミ・ハンター」という人物の戸籍を取得し、彼女に成りすまし生活を送る。渡米後は兄とともに生活を送っていたが、ナオミが大学入学を控えた頃、兄は兵士として戦場に戻ることになり、異国の地で再びひとりになったナオミは「自分は何者なのか」ということに疑問を持つようになる。そして、その謎を解き明かすために遺伝子工学の道を志し、ATGC社に入社。その研究はナノマシンにまで及び、ベクターとなる転移遺伝子の発見と「遺伝子ターゲット法」の確立など、様々な功績を残すことになる。
その後、ナオミは兄であるグレイ・フォックスと再会するが、兄はザンジバーランド騒乱で重傷を負い、人体実験と薬物の投与によって廃人になっていた。ナオミは変わり果てた兄の姿を見て、彼を半死人に変え恩人であるビッグボスを葬った張本人にしてザンジバーランドを陥落させた伝説の英雄であるソリッド・スネークを激しく憎むようになる。DIA（国防情報局）の依頼で特定の遺伝子配列を持つ者を殺傷する人工レトロウィルス「FOXDIE」を開発。また、「FOXHOUND」隊員の遺伝子治療を行うメディカルスタッフとして派遣されるが、これは最初からソリッド・スネークへの復讐が目的だった。
事件の前に囚われていた兄のグレイ・フォックスを解放してシャドー・モセスで匿っていた。
祖父は日本人で1950年代のジョン・エドガー・フーヴァー長官時代にFBI（連邦捜査局）長官補佐へ就任しマフィアへの潜入捜査などに参加、父親もFBI捜査官であった、と語っていたが、1950年代のFBIでは日系人を含めた東洋人の捜査官は雇用されておらず、潜入捜査自体も行われていなかったため、ナオミの虚言であったとシャドー・モセス島事件の中で判明する。

### シャドー・モセス島事件
- 『メタルギアソリッド』（1998年発売）

2005年。シャドー・モセス島事件では、CIAからスネークをFOXDIEのベクターにするよう指示を受け、ナオミはスネークの体内に不凍糖ペプチドや各種ナノマシンを注入するのに合わせFOXDIEを混入させた。スネークのことを兄の仇として憎悪していた彼女は、独断でFOXDIEのプログラムを書き換え、これが作戦中に発覚したことで国家反逆罪容疑で逮捕される。アメリカ連邦刑務所へと投獄されたが、事件終了後にスネークがターゲットに含まれていなかったことが発覚し『メタルギアソリッド2』でリキッドに言及されている。
「シャドーモセスの真実」によると、彼女はFOXDIEの開発計画に自ら売り込みをかけ、開発に関わっていたリチャード・エイムズと利用目的で関係を結び、自らの知識や技術を用いて当時開発が頓挫していたFOXDIEを完成させたとされている。
なお、作戦に参加することでスネークと兄グレイ・フォックスとの間柄を知っていき、それと共に徐々に彼に対する憎悪は消えていった。また、グレイ・フォックスは遺言として「ナオミの両親を殺害したのはこの俺で本当の仇はスネークではなくおまえの兄だ」という真実をナオミに伝えるようスネークに頼むが、スネークが実際に彼の最期の言葉として伝えたのは「俺（グレイ・フォックス）のことは忘れて、自分の人生を精いっぱい生きろ…」、「君（ナオミ・ハンター）の事を愛している」という嘘の内容を伝えたため、結果的にナオミの中でグレイ・フォックスという男は永遠に良き兄であり続けることとなった。
またスネークとの関わりや兄の遺言を通じて自分が生きることの意味を考えるようになり、最終的には「遺伝子や運命に縛られるのではなく自分で選択して生きる事」また「過去に生きる理由を求めるのではなくより良い未来を作る為に生きる」という道を見出したことをスネークに伝えてスネークに感謝した。
FOXDIEの件については「どうなるかはあなた次第」「生きてねスネーク」というメッセージを送っている。
義兄であるフランク・イェーガー（グレイ・フォックス）とはファミリーネームが違うが、その意味はほぼ同じである。また、『MG2』の時点でフランクは西側では一時期フランク・ハンターと名乗っていたとジョージ・ケスラーとの無線で明かされており、これらが伏線となっている。

### ガンズ・オブ・ザ・パトリオット事件
- 『メタルギアソリッド4』（2008年発売）

2014年。リキッドの手引きで刑務所を脱獄、行方不明となったため、CIAからテロリストとして指名手配された。ナノマシンによる戦場制御システム「SOP」の奪取計画のため、SOPのシステム解析とシステム侵入の糸口を得ることを目的としたリキッドによって軟禁されていたと思われていたが、実際はシャドー・モセス島事件以前からオセロットの同志であった。
シャドー・モセス島事件の頃と違って褐色の肌になっており、小説版では「インド系の可能性が高い」とされている。そもそも『MGS1』のビジュアルデザインやVRミッションの時点では白い肌で描かれていたものの、『MGS1』本編では作中の無線会話などで肌の色が褐色である事とインド系の可能性が既に仄めかされていた為これは当初からの設定である。
その後、リキッドの蹶起に参加する。南米ではスネークと接触し、スネークの体内に存在するFOXDIEが変異し無差別に人を殺傷する大量破壊兵器になろうとしている事実を伝えた。その後は一時的にスネークと行動を共にし、輸送機内で出会ったサニーには自身と同様の境遇を感じ、オタコンとは同じ科学者としての境遇や立場の一致や孤独などから互いに惹かれ合っていった。また、サニーに目玉焼きの正しい調理法を教えたのも彼女である。
東欧にてスネークの潜入任務中に輸送機から姿を消し、リキッドの部下としてスネークの目の前に現れた。その後、シャドー・モセス島にヴァンプと共に上陸、ヴァンプが雷電との死闘に敗北した際、実は放射線障害による癌に蝕まれていたが、ナノマシンで強引に延命処置を行っていた事を告白し、自らの罪を後世に残さないようにナノマシン抑制剤を打ち、その生涯を終える。
輸送機にいた際、彼女はアウターヘイブン内のAI「G.W」を無効化するプログラムをサニーに託していた。サニーはこれをビッグシェル占拠事件にてエマ・エメリッヒ=ダンジガーが作ったワームに取り込み、「G.W」を破壊するウィルスである「FOXALIVE」を作成した。アウターヘイブン内に潜入したスネークがこれを起動すると、ウィルスは愛国者達が築いた全システムを管理するAI「J.D」までをも破壊することとなり、直後に映し出されたビデオメッセージにて、彼女はスネークを利用して自らの目的を達成したことを告げる。
彼女の真の目的は愛国者達のA.I.ネットワークの破壊とそれによって肉体に精神を幽閉された状態で囚われていたビッグボスの解放。その為にオセロットやEVAとは最初から繋がっていた同志だった。FOXALIVEとは特定の遺伝子を持つ者だけを破壊するFOXDIEとは逆の発想で作成されたもので、A.Iを破壊する事で「囚われていた狐達を野に解き放つ」というのが名前の意味である。
オタコンとは当初直接の面識がなかったが、後に実際に対面すると上記の通り互いに意識しあう仲となった。そもそも彼女が一時スネークたちと行動を共にしたのは、オタコンに上記のウィルスを作らせることが目的だったが、実際には「G.W」に関するデータは輸送機内で出会った少女サニーに託している。そして自身が最期を迎える際とアウターヘイブンでのビデオメッセージから、オタコンへの思いが欺瞞ではなく本心だった事がわかった。
また、愛国者達のシステムがドレビンを通じてビッグ・ボスやオセロット達を葬る為にスネークの体内に投与した新型FOXDIEの影響でスネークの体内の旧い変異型は駆逐されつつあるという事を死ぬ前に確認し、新型もスネークの残りの寿命の間に変異することはないという診断結果をビッグボスに託しており、エンディングでビッグボスからスネークに伝えられた。